# Bushton, Kansas
Bushton är en ort i Rice County i Kansas. Vid 2010 års folkräkning hade Bushton 279 invånare.